# Madonna del Velo (Bergognone)
La Madonna del Velo è un dipinto tempera e olio su tavola (60x40 cm) di Bergognone, databile al 1495-1515 circa e conservata nella Pinacoteca di Brera a Milano.

## Descrizione e stile
Non si conoscono la provenienza, anche se presumibilmente dalla Certosa di Pavia, come farebbero intendere le due figure che indossano le vesti dei monaci certosini, e le circostanze della commissione dell'opera, che arrivò a Brera nel 1911. In una stanza scura con una tenda, rischiarata da una finestra sullo sfondo oltre la quale si intravede un poetico paesaggio (verosimilmente il Santuario di Santa Maria a Mare delle Isole Tremiti), Maria sta contemplando il figlio che dorme su dei cuscini, mentre solleva un velo trasparente che copriva il Bambino. Il giaciglio si trova su un ripiano in primo piano, dove sono appoggiati anche una mela e un libro, simboli rispettivamente del peccato originale e dell'avverarsi delle Sacre Scritture con la venuta di Cristo. Lo stesso velo dopotutto allude al sudario di Cristo e pertanto alla sua Passione e morte con cui verrà redento il peccato di Adamo ed Eva.
La tavola è esemplificativa dello sviluppo dello stile dell'artista dopo la fine dei lavori alla Certosa di Pavia, quando adottò figure dai volumi più solidi e con più passaggi chiaroscurali, abbandonando i toni madreperlacei e la tersa luminosità delle prime opere. Innegabile è l'adesione alle novità introdotte da Leonardo da Vinci (che fu a Milano dal 1482) soprattutto nel volto della Vergine.
Del dipinto si conosce anche un esemplare pressoché identico in collezione privata a Milano, che ha fatto pensare a una produzione seriale o semi-seriale di bottega su cartone dell'artista. Dopotutto la posa della mano destra di Maria è identica anche ad altre opere, come l'anteriore Madonna del Certosino, sempre a Brera.